# Église Sainte-Geneviève d'Asnières-sur-Seine
L’église Sainte-Geneviève est l'ancienne église paroissiale de la commune d'Asnières-sur-Seine située dans le département français des Hauts-de-Seine en région Île-de-France. 

## Situation et accès
Elle est située à la jonction de la rue de l'Église et de la rue du Cardinal Verdier, contre l'ancien château d'Asnières à proximité de la rue Pierre-Brossolette.
Cette église fait l’objet d’une inscription au titre des monuments historiques depuis le 6 avril 1929.

## Historique

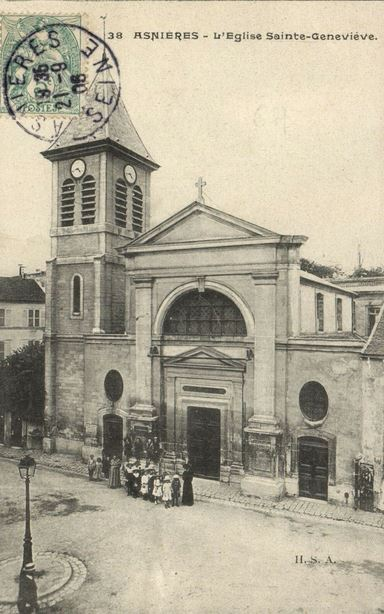
L'église Sainte-Geneviève.

La présence d’une église dédiée à sainte Geneviève est attestée depuis plusieurs siècles. La tradition rapporte que la puissante famille de Geneviève, qui habitait Nanterre, possédait des pâturages s’étendant sur les actuels emplacements des villes de Gennevilliers et d’Asnières.
Un édifice est mentionné pour la première fois en 1158, par une bulle du pape Adrien IV, qui mentionne l'église d’Asnières, avec cimetière, mais sa date de fondation est inconnue.
Cet édifice, ou un autre, est consacré en 1541 par Jean Guillaume, évêque de Sébaste. Au siècle suivant, une confrérie de la charité est fondée à Asnières, par saint Vincent de Paul, alors curé de Clichy. Elle est rebâtie entre 1703 et 1711.
En 1810, les corps encore enterrés autour de l'église sont déplacés sur un terrain de 600 mètres carrés, situé rue du Ménil, sur la route d'Argenteuil. Ce terrain, encore agrandi en 1841, forme le Cimetière ancien d'Asnières, bien qu'il en soit chronologiquement le troisième.

## L'édifice actuel

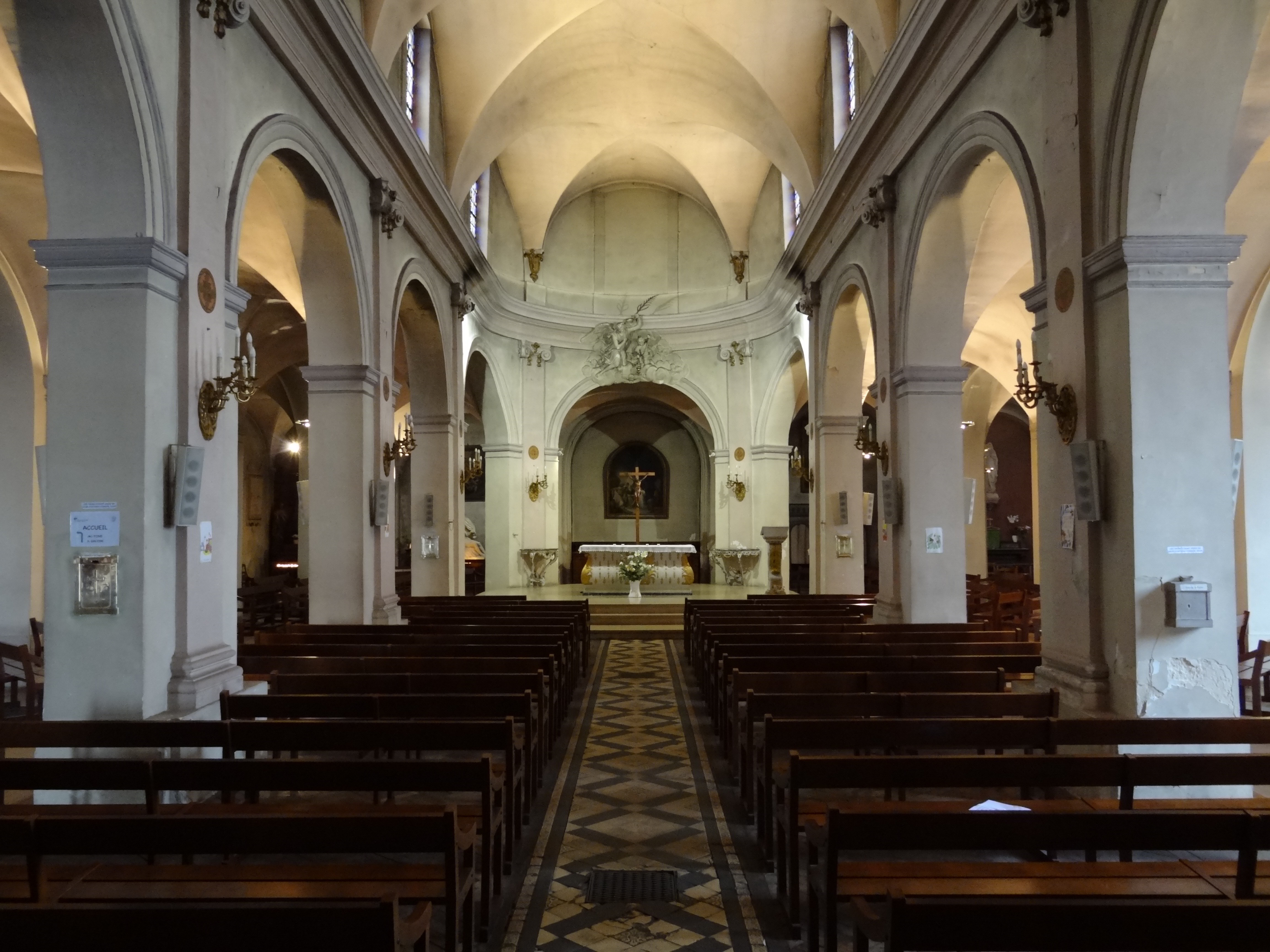
Intérieur de l'église.

Au début du XVIIIe siècle, l'église, consacrée en 1541, est trop petite. Au frais de l'abbé Antoine Lemoyne, docteur en Sorbonne, on construit l'église actuelle qui fut consacrée par Jean-Baptiste-Louis-Gaston de Noailles le 6 septembre 1711. Les reliques de l'autel furent translatées de l'abbaye de Saint-Denis. En 1868, l'empereur Napoléon III et l'impératrice offrent deux cloches à l'église. Mais la guerre de 1870 endommage le clocher et en 1872 deux nouvelles cloches sont installées.

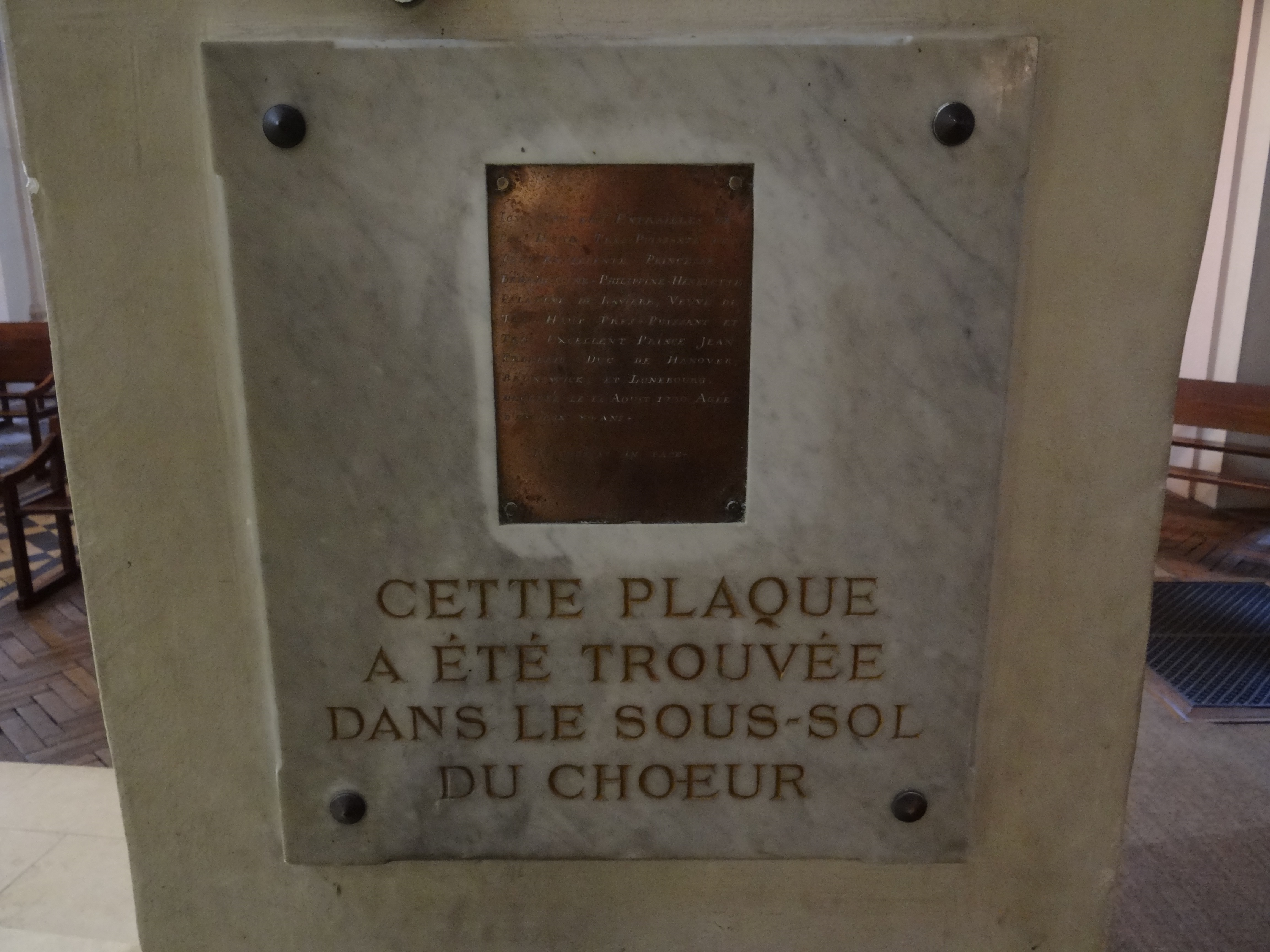
La plaque des entrailles de Bénédicte-Henriette du Palatinat dans le chœur de l'église.

On y enterra en 1730 les entrailles de la duchesse de Brunswick-Lunebourg, née princesse de Bavière et veuve du duc de Brunswick-Lunebourg, prince de Calenberg, qui vivait à Asnières chez sa sœur, la princesse de Condé.
Par ailleurs, il se trouvait dans l'église encore quelques fragments de pierres tombales datant du XVe siècle.

## Paroisse
L'abbé Jacques Jubé, de tendance janséniste, fut curé de la paroisse au début du XVIIIe siècle et fut l'un des premiers prêtres catholiques français de l'époque moderne à introduire une certaine « réforme liturgique ».
De nos jours, la messe dominicale est célébrée à 8 heures 30 et à 10 heures 30, et le samedi à 18 heures 30 (messe dominicale anticipée).

## Pour approfondir